# Année internationale de la femme
L’Année internationale de la femme (AIF) (International Women's Year ou IWY) est le nom attribué à l'année 1975 par l'Organisation des Nations unies (ONU). Entre 1976 et 1985 a également lieu la décennie des Nations unies pour les femmes (United Nations Decade for Women).

## Contexte
L'ONU est fondée en 1945. Si un peu plus de la moitié des États membres seulement ont à cette époque accordé le droit de vote aux femmes ainsi que celui de travailler dans l'administration publique, la Charte des Nations unies mentionne l'égalité entre hommes et femmes. Comme l'organisation l'indique en 2000, « aucun document légal international n'avait auparavant affirmé avec une telle vigueur l'égalité de tous les êtres humains ou n'avait considéré la différence de sexe comme possible motif de discrimination ».
Jusqu'aux années 1970, l'ONU travaille à codifier et recenser les droits et les statuts des femmes dans tous les pays. Mais ces aspects formels et juridiques étant finalement jugés insuffisants pour assurer concrètement l'égalité, il est décidé d'organiser une conférence mondiale sur le sujet afin de pointer la persistance des discriminations les visant et de travailler à les faire disparaitre.

## Histoire

Le président américain Jimmy Carter rencontre les dirigeantes de l'année internationale des femmes à la Maison-Blanche, le 12 janvier 1979.

La première conférence mondiale sur les femmes (en) a lieu à Mexico (Mexique), du 19 juin au 2 juillet 1975. Celle-ci, ainsi que le projet d'année internationale de la femme, font alors partie d'un vaste programme des Nations unies s'étendant sur la « décennie pour les femmes » (1976-1985), qui comprend notamment la rédaction de la Convention sur l'élimination de toutes les formes de discrimination à l'égard des femmes, acceptée lors de la deuxième conférence (en), qui se tient en 1980 à Copenhague (Danemark). La troisième conférence (en) se déroule en 1985 à Nairobi, au Kenya, clôturant la décennie pour les femmes et fixant une série d'échéances pour les États membres, d'ici 2000, afin d'éliminer les discriminations fondées sur le genre dans les législations nationales. L'organisation de l'année internationale de la femme en 1975, menée par la secrétaire générale adjointe de l'ONU aux affaires sociales et humanitaires Helvi Sipilä, est très influencée par la montée en puissance des mouvements féministes dits de la « deuxième vague », qui se répand dans le monde au début des années 1970. Les déléguées aux conférences ont cherché à approfondir ces progrès par le biais d'une reconnaissance juridique de l'égalité femmes-hommes ainsi qu'à diffuser ces idées dans le monde en liant cette problématique au développement économique,,,,,,,.
La conférence de Mexico de 1975 réunit plus de mille déléguées issues de 133 États. Parmi les plus importantes figurent les Australiennes Elizabeth Anne Reid (en) et Margaret Whitlam (en).
En parallèle de la conférence, un forum des ONG (International Women's Year Tribune) est également organisé, auquel assistent 4000 personnes. Si en fonction de leur origine, elles mettent en avant des problématiques différentes (la paix pour celles du bloc de l'Est, l'égalité pour celles du bloc de l'Ouest, le développement pour celles issues des pays en développement), elles échangent et participent à internationaliser le mouvement féminin.

## Controverse sur le sionisme
La conférence de 1975 est également marquée par l'adoption de la résolution « Le sionisme est un racisme », préparant ainsi la résolution 3379 de l'Assemblée générale des Nations unies en 1975, le mois de novembre suivant,.
Une déclaration équivalente est également incluse dans une annexe à un rapport examiné lors de la conférence finale de la décennie des Nations unies pour la femme en 1985 à Nairobi. Cependant, comme le note Marlin Levin dans son livre It Takes a Dream: The Story of Hadassah (1997) : « Bernice (en) a demandé [au président Ronald] Reagan de condamner publiquement la résolution de l'ONU. Il a accepté et promis que la délégation des États-Unis partirait de Nairobi si la résolution du sionisme-égal-racisme restait incluse dans la déclaration finale de la conférence ». Bernice Tannenbaum convainc aussi le Sénat des États-Unis de condamner la résolution de la conférence et de demander son retrait. Elle s'est également rendue personnellement au Kenya avec un projet de résolution du Sénat, où, accompagnée de Maureen Reagan (en), la fille du président Reagan et cheffe de la délégation américaine, elles ont répété la promesse du président de se retirer de la conférence si la résolution était maintenue dans la déclaration finale de la conférence. Le Kenya a ensuite négocié un compromis dans lequel ce passage sur le sionisme est retiré du rapport final de la conférence.

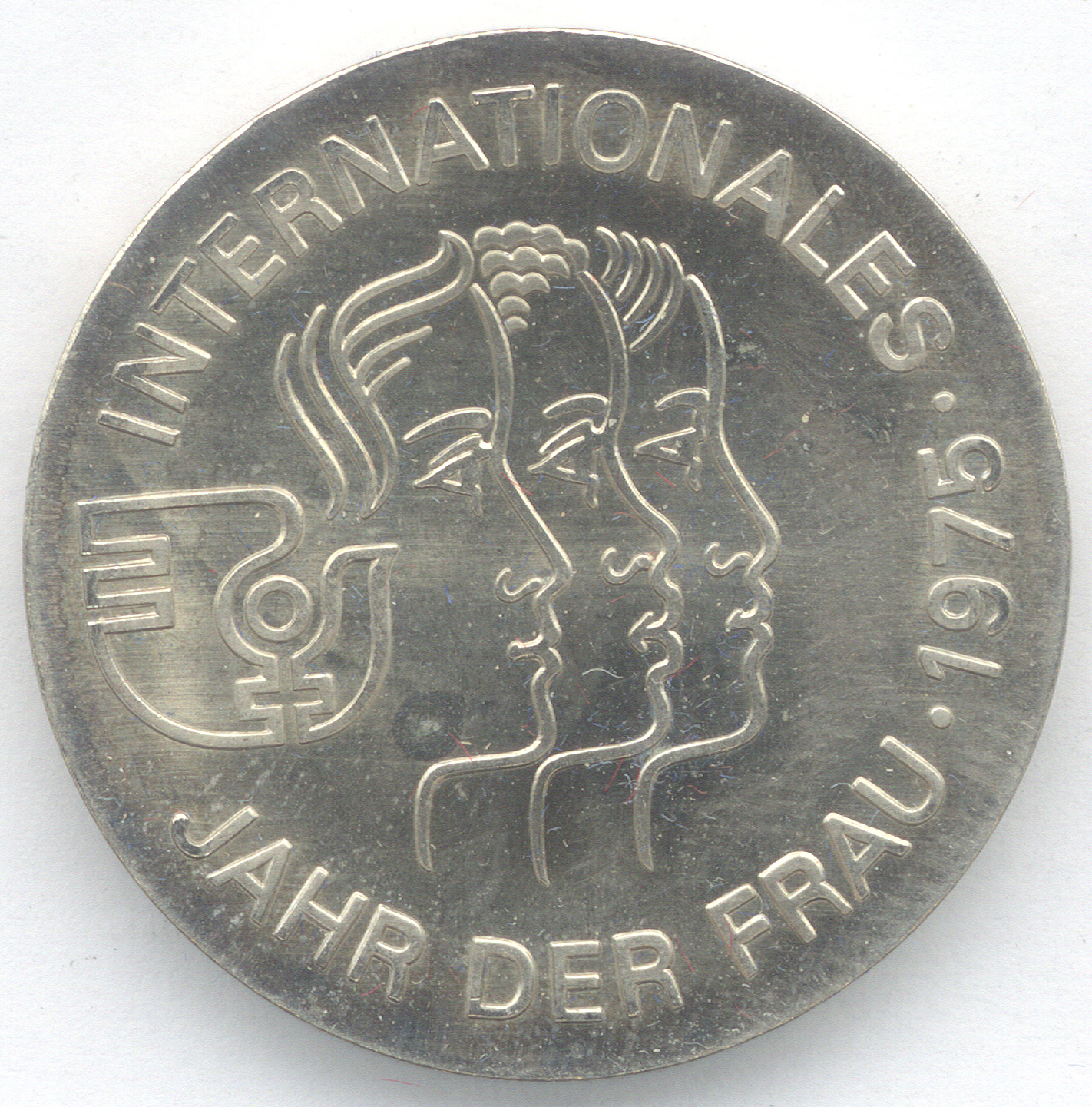
L'emblème sur une pièce est-allemande de 1975.

## Emblème
L'année internationale de la femme a permis de diffuser l'emblème de la colombe de la paix, également utilisé depuis par la Convention sur l'élimination de toutes les formes de discrimination à l'égard des femmes et la Force intérimaire des Nations unies au Liban. Il s'agit d'une colombe stylisée avec un symbole féminin et un signe égal ; il est créé par la designer Valerie Pettis, travaillant dans une société de publicité de New York et alors âgée de 27 ans. Il est devenu le symbole officiel de l'ONU Femmes et reste utilisé dans les célébrations internationales de la Journée internationale des femmes,,,.

## Évènements nationaux

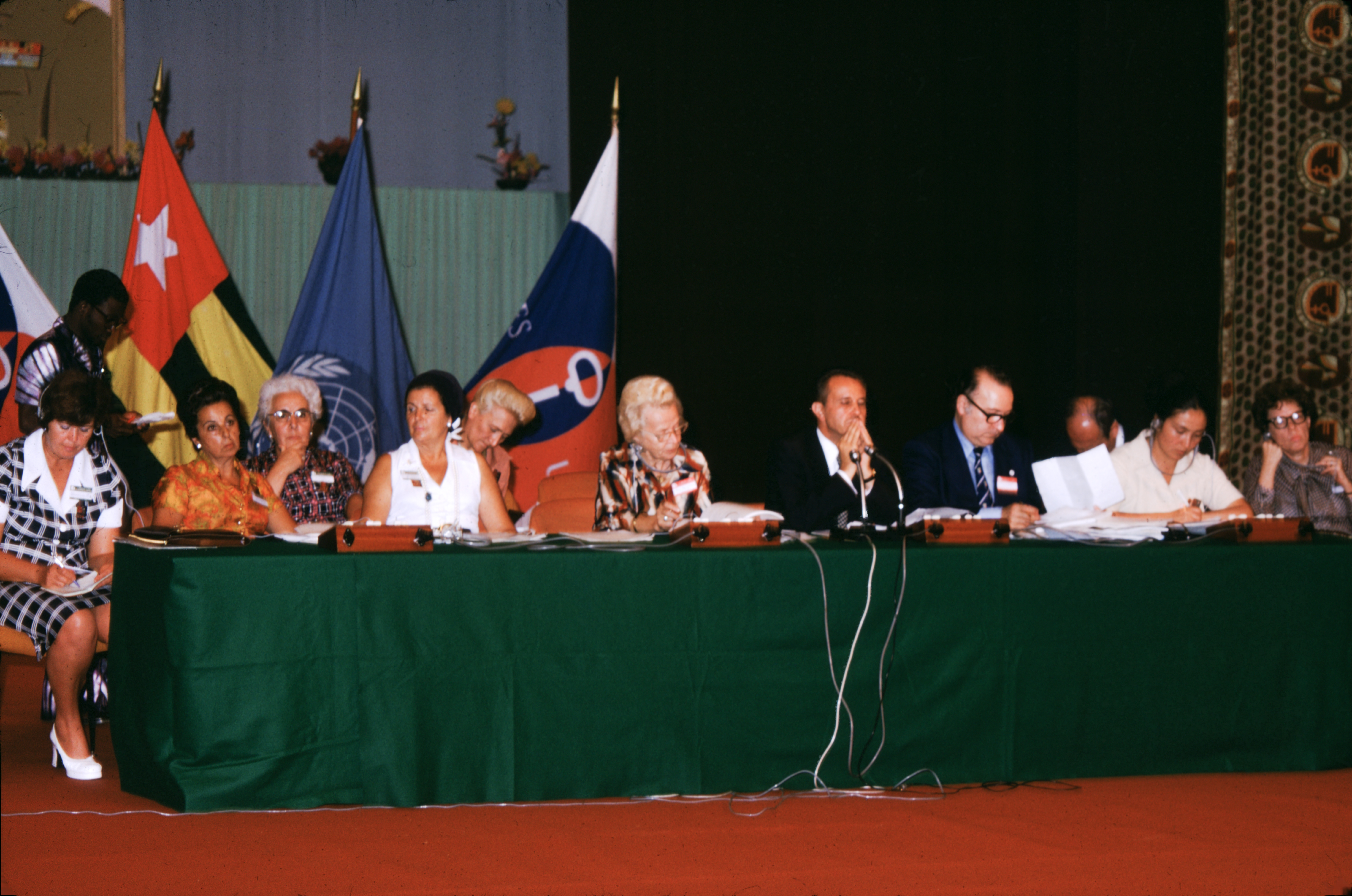
Colloque sur la promotion de la femme face aux responsabilités communales à Lomé.

- Nouvelle-Zélande : une conférence a lieu à Wellington en juin 1975[18].
- Togo : un colloque sur la promotion de la femme face aux responsabilités communales est organisé par la Fédération mondiale des villes jumelées à Lomé du 27 au 31 juillet 1975.
- Australie : une conférence sur « Les femmes et la politique » a lieu en septembre 1975[11] ; 700 participantes y assistent[19].
- États-Unis : une conférence a lieu en octobre 1975 à Cleveland[20] et dans le Connecticut les 11-12 juin 1977[21].
- 1977 National Women's Conference (en)

## Postérité
- Declaration of Mexico on the Equality of Women and Their Contribution to Development and Peace (en)

À la suite de l'année internationale de la femme de 1975, plusieurs institutions et organisations sont créées :
- Women's Studies Resource Centre (en) en Australie-Méridionale en juillet 1975[22] ;
- Fonds de développement des Nations unies pour la femme en 1976 ;
- Institut international de recherche et de formation des Nations unies pour la promotion de la femme en 1979.